# Слобода (Котельничский район)
Слобода — опустевшая деревня в Котельничском районе Кировской области в составе Спасского сельского поселения.

## География
Располагается на расстоянии примерно 41 км от центра района города Котельнич.

## История
Была известна с 1719 года как деревня «Слободцкая», в 1763 году учтено 88 жителей. В 1873 году здесь (Слободская) было отмечено дворов 13 и жителей 129, в 1905 10 и 101, в 1926 (уже деревня Слобода) 16 и 97, в 1950 18 и 54, в 1989 оставался 31 житель.

## Население
Постоянное население  составляло 8 человек (русские 87%) в 2002 году, 0 в 2010.